# Peter Kyronius
Peter Kyronius, tidigare Kråk, död 13 januari 1681 i Stockholm, var en svensk ämbetsman.

## Biografi
Peter Kyronius var son till borgmästaren Nils Kråk och Brita Celinsdotter Jäger i Kalmar. Han blev i november 1653 student vid Uppsala universitet och arbetade senare som hovmästare åt Agneta Ribbing som var änka efter fältmarskalken Lars Kagg. Kyronius blev 28 juli 1666 häradshövding i Hagunda härads domsaga och blev 7 maj 1674 assessor i Svea hovrätt. Han blev 3 december 1679 handelsborgmästare i Stockholm. Kyronius avled 1681 i Stockholm.

### Familj
Kyronius gifte sig första gången 19 maj 1663 med Anna Carlsdotter Wudd (1639–1670). Hon var dotter till borgmästaren Carl Richardsson Wudd och Carin Månsdotter. De fick tillsammans sonen kyrkoherden Nils Kyronius (1662–1743) i Björklinge församling.
Kyronius gifte sig andra gången 21 maj 1672 i Riddarholmens församling, Stockholm med Cecilia Bröms. Hon var dotter till kyrkoherden Johan Bröms i Ockelbo församling och Catharina Krook.